# Хліб України (компанія)
Державна акціонерна компанія «Хліб України» (ДАК «Хліб України») — державна компанія, провідний оператор на українському ринку зерна у галузі виготовлення хлібних та інших борошняних виробів. Створена 22 серпня 1996 року. Заснована у формі відкритого акціонерного товариства.
Заступником голови правління ДАК «Хліб України» з 28 травня 2010 року призначено Андрія Єфімченка.
У 1999–2002 і 2008–2010 рр. ДАК очолював Іван Рішняк.

## Юридична основа та організаційна структура
ДАК «Хліб Україна» як правонаступник Головного управління з хлібопродуктів та Головного управління комбікормової промисловості Міністерства сільського господарства і продовольства України виступала одним із провідних операторів на вітчизняному ринку зерна.[джерело?]
Організаційна структура ДАК «Хліб Україна» являла собою централізовану регіонально-розгалужену мережу в складі 125 дочірніх підприємств в усіх областях України та головного офісу компанії у Києві.[джерело?]
Дочірніми підприємствами компанії були заготівельні місткості елеваторів, хлібоприймальних підприємств, хлібних баз, насіннєобробний завод з підготовки насіння, два портових елеватори, виробничі потужності комбінатів хлібопродуктів, до складу яких входять млини, круп'яні та комбікормові заводи, науково-дослідний інститут хлібопродуктів.[джерело?]
Через торгово-економічні місії українських посольств ДАК «Хліб України» працював на ринках Іраку, Ірану, Ізраїлю, Саудівської Аравії, Туреччини, Сирії, Бангладеш, Румунії, Казахстану, Грузії, Азербайджану, Молдови.[джерело?]
Але в середині 2010 р. на базі «Хліб Інвестбуд» (дочірньої компанії ДАК «Хліб України», створеної 2004 року для ремонту елеваторів і постачання палива) створили Державну продовольчо-зернову корпорацію України, якій було передано 36 найкращих елеваторів ДАК «Хліб України» (лінійних і портових), а також деякі хлібокомбінати. На думку уряду, нова корпорація мала стати головним оператором з торгівлі зерном і конкурентом для приватних зернотрейдерів.

## Основна діяльність
Метою компанії ДАК «Хліб України» є задоволення потреб населення, установ і підприємств будь-якої форми власності у продовольчому і фуражному зерні, продуктах його переробки, надання послуг зі зберігання, переробки та реалізації сільськогосподарської продукції, провадження посередницької і торговельної діяльності на зерновому ринку.[джерело?]
Місія Компанії
- Діяти як оператор на Українському ринку зерна, представляючи інтереси держави, з метою підтримки вітчизняних сільськогосподарських товаровиробників.[джерело?]
- Участь у державних програмах із забезпечення населення зерном та продуктами його переробки шляхом закупівлі, зберігання, переробки та реалізації зерна і готової продукції.[джерело?]
- Сприяння у формуванні іміджу України як одного з найбільших світових виробників зернових.[джерело?]

Переваги компанії
- Має найбільш розгалужену заготівельну мережу підприємств у всій державі. В кожній області розташовано від 2 до 4 підприємств ДАК «Хліб України»[джерело?]
- Володіє двома портовими елеваторами, має здатність формувати експортні суднові партії з перевантаження зерна, використовуючи всю систему підприємства ДАКу. Має можливість організовувати крупні експортні суднові партії шляхом об'єднання на елеваторах дрібних партій товаровиробників, навіть фермер може свій невеликий урожай продати на експорт.[джерело?]
- Підприємства ДАК «Хліб України» можуть одночасно зберігати близько 6 млн тонн збіжжя, перевалювати через свої портові елеватори до 2,5 млн тонн зерна за рік, приймати на портових елеваторах високотонажні судна типу «Панамакс», а також експортувати різні види зернових культур одночасно: ячмінь, пшениця, горох, кукурудза, ріпак тощо.[джерело?]
- Гарантує суворе дотримання норм державного регулювання за граничною рентабельністю, державний контроль за якістю наданих послуг.
- Має потужний кадровий потенціал, має багаторічні традиції співпраці із товаровиробниками та місцевими органами влади в усій Україні.[джерело?]

Асортимент продукції, що виробляє компанія, — 8 видів борошна, 10 видів круп, пластівців, мюслів.[джерело?]

## Дочірні підприємства
Автономна Республіка Крим
- ДП ДАК «Хліб України» «Красноперекопський комбінат хлібопродуктів»[джерело?]
- ДП ДАК «Хліб України» «Західно-Кримський елеватор»[джерело?]
Будівництво розпочалося у 1984 році за чеським проектом. Елеватор ємністю 50 тис. тонн був розрахований на прийом зерна з авто- і залізничного транспорту, його обробку, зберігання і відвантаження на авто- та залізничний транспорт. Розташування елеватора на межі 3-х районів — Чорноморського, Сакського і Роздольненського - робило зручною доставку до нього збіжжя з тамтешніх колгоспів і радгоспів (у докризовий час вантажообіг елеватора становив 100 тис. тонн щорічно)[джерело?]
- ДП ДАК «Хліб України» «Нижньогірський елеватор»[джерело?]
У 1972 році відбулося нарощення потужностей елеватора шляхом добудови двох силосних корпусів ємністю 22,2 тис. тонн. У 1976 році підприємство збудувало комбікормовий цех (виробнича потужність 210 тонн на добу) із прилеглим елеваторним корпусом на 11,2 тис. тонн зберігання. Наразі зернова місткість «Нижньогірського елеватора» становить 66,6 тис. тонн. На підприємстві діють 2 зерносушарки: ДСП-32 і ДСП-50. Для очищення зерна від насіння бур'янів та інших домішок використовується сепаратор. Із 2001 року введено в експлуатацію млин «Харків'янка 450-ПЛЮС». У числі товаровиробників і трейдерів Дочірнє підприємство ДАК «Хліб України» «Нижньогірський елеватор» зарекомендував себе як надійний партнер.[джерело?]
- ДП ДАК «Хліб України» «Воїнський комбінат хлібопродуктів»[джерело?]
- ДП ДАК «Хліб України» «Євпаторійське хлібоприймальне підприємство»[джерело?]
- ДП ДАК «Хліб України» «Севастопольський комбінат хлібопродуктів»[джерело?]

Волинська область
- ДП ДАК «Хліб України» «Володимир-Волинський комбінат хлібопродуктів»[джерело?]

Дніпропетровська область
- ДП ДАК «Хліб України» «Балівський комбінат хлібопродуктів»[джерело?]
- ДП ДАК «Хліб України» «Мирівський елеватор»[джерело?]
- ДП ДАК «Хліб України» «Павлоградський комбінат хлібопродуктів»[джерело?]
- ДП ДАК «Хліб України» «Криворізьке хлібоприймальне підприємство»[джерело?]

Донецька область
- ДП ДАК «Хліб України» «Легендарненський елеватор»[джерело?]
Потужна елеваторна споруда розташована на межі 3-х областей України: Донецької, Дніпропетровської, Харківської. Нині Легендарненський елеватор ємністю 150 тис. тонн залишається найпотужнішим зерносховищем у Донецькій області. Підприємство — механізоване, оснащене сучасною технікою. Прийом і відвантаження здійснюється цілодобово. Для доведення до необхідної кондиції зволоженого зерна працюють дві зерносушарки ДСП-32, а для очищення зерна від домішок діють два сепаратори БСЦ-100.[джерело?]
- ДП ДАК «Хліб України» «Роївський елеватор»[джерело?]
У далекому 1929 році став до ладу зовсім невеликий, як за сучасними мірками, елеватор, першочергова місткість якого становить всього лише 12 тис. тонн зернових. Роївський елеватор, першочерговим завданням має заготівлю зернових і олійних культур. Елеватор приймає продовольче і фуражне зерно, насіння олійних культур, сортове насіння, а також здійснює операції сушіння, очистки і зберігання зерна. У 1976 році збудовано 20 нових складів. Нині загальна зернова місткість зерна становить 160 тис. тонн. Підприємство має достатню кількість зерносушарок, устаткування для очистки зерна, сучасні вагові та зернозавантажувальне устаткування, атестовану виробничу лабораторію. Підприємство має можливість працювати практично з усім спектром сільськогосподарських культур. Три потужні зерносушарки дозволяють одночасно сушити три різних види зернових культур із подальшим його розміщенням у різні склади.[джерело?]
- ДП ДАК «Хліб України» «Оленівський комбінат хлібопродуктів»[джерело?]
Історія становлення Оленівського комбінату хлібопродуктів розпочалася у 1908 році. У 1938 році маючи за основу виробничу структурну одиницю — млин, в Оленівці був створений заготівельний пункт із приймання до державних ресурсів збіжжя, зернообробних та олійних культур від сільськогосподарських товаровиробників. Борошномельний завод, потужністю 500 тонн на добу, елеватор місткістю 54000 тонн, склад готової продукції ємністю 32 тонн борошна. Комбінат виробляє борошно пшеничне хлібопекарське на двосортовому 75 % помелі пшениці за базисними нормами виходу борошна вищого сорту — 50 %, першого — 25 %. Підприємство — стабільний постачальник якісного борошна багатьом хлібопекарським, кондитерським, макаронним та іншим підприємствам області та за її межами.[джерело?]
- ДП ДАК «Хліб України» «Кальчицький елеватор»[джерело?]
У 1977 році елеваторне господарство було введене в експлуатацію. У період з 1979—1986 року були збудовані зерносушарки ДСП-32 і прийомна точка з автомобілерозвантажувачем ГУАР-30 для розвантаження великовантажних автомобілів і автопоїздів. Нині Дочірнє підприємство ДАК «Хліб України» «Кальчицький елеватор» є сертифікованим зернозберігальним підприємством, розташованим за 40 км від Маріупольського торгового порту, що забезпечує перевалку зерна на експорт морським шляхом у південній частині Донецького регіону. У числі найвідоміших сільгосптоваровиробників, що на довгостроковій основі працюють з елеватором: агрокомплекс «Кернел-Трейд», ЗАТ «Донагроімпекс» тощо.[джерело?]

Житомирська область
- ДП ДАК «Хліб України» «Черняхівський комбінат хлібопродуктів»[джерело?]
Черняхівський комбінат хлібопродуктів: переробка зерна, продовольчої пшениці за передовими технологіями. Використання сучасних технологій забезпечує високотехнічне обладнання, виготовлене за ліцензією Швейцарської фірми «Бюллер». Потужність млинзаводу становить 500 тонн переробки пшениці на добу. Ємність елеватора 48000тонн зерна. Черняхівське борошно гарантованої високої якості знайшло своїх постійних споживачів в містах Києві, Донецьку, Львівській, Закарпатській, Житомирській та інших областях і регіонах України, які отримують продукцію надійній та зручній упаковці. Пропонує борошно вищого сорту, борошно першого сорту, крупи манні, зародок пшеничний, висівки пшеничні.[джерело?]
- ДП ДАК «Хліб України» «Бровківський хлібоприймальне підприємство»[джерело?]

Закарпатська область
- ДП ДАК «Хліб України» «Хлібна база № 89».[джерело?]
Наразі місткість елеватора становить — 82,5 тис. тонн. Основним призначенням елеватора є приймання, зберігання та відвантаження зерна з європейської колії на вітчизняну та навпаки. Тобто йдеться про можливості використання потужного експортного потенціалу цього підприємства, до якого зараховані: приймально-відпускний пристрій на 4 вагони одночасного вивантаження (завантаження) на колії 1435 мм, приймально-відпускний пристрій на 2 вагони на сумісній колії (1435мм/1520мм), приймальний пристрій на 1 поїзд із автомобілерозвантажувачем ГУАР-30, пункт прямого перевантаження з вагона у вагон із колії 1520 мм на 1435 мм та навпаки потужністю 175 тонн на годину. Силосні корпуси місткістю 25 тис. тонн кожний виконані з монолітного залізобетону, днище силосу металеве.[джерело?]

Івано-Франківська область
- ДП ДАК «Хліб України» «Галицький комбінат хлібопродуктів»[джерело?]

Кіровоградська область
- ДП ДАК «Хліб України» «Хлібна база № 78»[джерело?]
У 1925 році на залізничній станції Капустине, було збудовано перший у регіоні елеватор, який упродовж десятиліть служив натрудженим рукам, «…Що пахнуть хлібом». У 1956 році став до ладу новий елеватор потужністю 11 тис. тонн. У 1960 році було здано в експлуатацію кукурудзокалібрувальний завод потужністю 1500 тонн обробки насіння за сезон. 1978 рік позначений видатною датою — пуском елеватора № 2 ємністю 172,3 тис. тонн. Дочірнє підприємство ДАК «Хліб України» «Хлібна база № 78» — одне з найпотужніших хлібоприймальних підприємств загальною ємністю 220,5 тис. тонн. Однією з головних переваг цього підприємства є його чи не найбільша ємністю у країні. Тому завдяки такій великій потужності тут дуже швидко отоварюються машини та залізничні вагони.[джерело?]
- ДП ДАК «Хліб України» «Новоукраїнський комбінат хлібопродуктів»[джерело?]
Визнаний лідер вітчизняного виробництва пластівців, круп, комбікормів Новоукраїнський комбінат хлібопродуктів — одне з передових підприємств в Україні в заготівельній і зернопереробній галузі. Основним виробничим підрозділом комбінату є круп'яний завод, побудований за технологією відомої швейцарської фірми BUHLER A.G. Крупзавод має декілька ліній з виробництва ячмінної, перлової, гречаної, пшеничної круп. Загальна продуктивність заводу становить 190 т/добу переробки зерна (30,5 тис. т/рік круп). Загальновідома продукція заводу — пластівці "Екстра", які відомі високоякісними дієтичними і смаковими якостями. Асортимент пластівців "Екстра" — вівсяні, гречані, пшеничні, ячмінні, житні, суміш пластівців. На підприємстві побудовано та введено в дію цех з виробництва "Мюслі", що випускаються за технологією і на обладнанні німецької фірми HANHE. Спеціальна сучасна технологія дозволяє зберегти корисні властивості пластівців та їх багатий хімічний полівітамінний склад. Освоєно виготовлення 10 видів "Мюслі"[джерело?]
- ДП ДАК «Хліб України» «Кіровоградський комбінат хлібопродуктів № 1»[джерело?]

Луганська область
- ДП ДАК «Хліб України» «Солідарненський елеватор»[джерело?]
- ДП ДАК «Хліб України» «Новоайдарський елеватор»[джерело?]

Львівська область
- ДП ДАК «Хліб України» «Львівський комбінат хлібопродуктів»[джерело?]
У січні 1951 року став до ладу відбудований млин-заводі № 1 - найбільший борошномельний комбінат не лише на Львівщині, але й у всій Західній Україні. У 1970 році на млин-заводі № 1 введено в експлуатацію другу чергу елеватора місткістю 15,3 тис. тонн зерна, а також збудовані металеві бункери для завантаження висівок у вагони через верхні люки. З'явився склад безтарного зберігання борошна на 1100 тонн. У 1975 році введені в експлуатацію нова вагова з прохідною і караульним приміщенням та адміністративний корпус. У 1973 році відбулася реконструкція млин-заводу № 3. Технологічний цех був переведений із двох паралельних помелів — пшеничного 25 % і пшеничного-обійного — на пшеничний двохсортний 78 % помел продуктивністю 180 тонн на добу з виходом борошна першого сорту 48 %. «Львівський комбінат хлібопродуктів» постійно бере участь у національних виставках, ярмарках, гідно представляючи свою продукцію.[джерело?]
- ДП ДАК «Хліб України» «Стрийський комбінат хлібопродуктів № 2»[джерело?]
Стрийський комбінат хлібопродуктів № 2 — одне з найбільш механізованих та автоматизованих підприємств України. Початок виробничої діяльності — 1940 рік. До складу комбінату входить млин-завод № 2 3-х сортового помелу потужністю 230 т/добу, млин-завод № 3 2-сортового пшеничного помелу потужністю 50 т/добу і комбікормовий завод потужністю 500 т/добу розсипних комбікормів. У 1974 році за документацією, розробленою проектною групою комбінату побудований новий комбікормовий завод потужністю 500 тонн розсипних комбікормів на добу з автоматичним ваговим дозуванням компонентів. У 1980 році введений в експлуатацію новий склад для зернової сировини ємністю 11,2 тис. тонн та склад силосного типу для готової продукції ємністю 5,8 тис. тонн. Комбікорми виробництва Стрийського КХП № 2 збалансовані за поживними речовинами і повністю задовольняють потреби тварин, різноманітних за віком і продуктивністю груп птиці, свиней, великої рогатої худоби та інших видів тварин та риб. 70 % комбікормів виробляється для птиці. Стрийський КХП № 2 випускає комбікорми як за плановими, так і за індивідуальними рецептами замовника.[джерело?]

Миколаївська область
- ДП ДАК «Хліб України» «Врадіївський елеватор»[джерело?]
Збудований у 1924 році. Місткість на той час становила 1960 тонн. У 1928 році побудований дерев'яний елеватор місткістю 5000 тонн та складських приміщень підлогового зберігання зерна з робочими баштами. У 1960 році було збудовано зерноочисну робочу башту з прив'язкою до двох зернових складів місткістю 10000 тонн, а роком потому робочоочисну башту з прив'язкою до шести зернових складів загальною місткістю понад 20000 тонн. У 1962 році споруджено зерносушарку ДСП-32-2. У 1975 введено в дію новий елеватор, місткістю 77,3 тис. тонн. Сьогодні загальна потужність підприємства сягає 141 тис. тонн. Працює 4 стаціонарних зерносушарки, 9 потужних автомобілерозвантажувачів, електронні ваги, 3 механічні ваги, 2 залізничних ваг, комп'ютеризована бухгалтерія, технічно оснащена сучасна лабораторія.[джерело?]
- ДП ДАК «Хліб України» «Миколаївський портовий елеватор»[джерело?]
Побудований у 1930 році. Це підприємство від початку існування стало одним з найбільших елеваторів у державі та Європі і третім у світі. справжнім еталоном вітчизняного портового елеваторного будівництва. Будували його з монолітного залізобетону. Елеватор зведений згідно з проектом професорів Шумського та Соколова за канадським типом. Ємність елеватора — 41 тисяча тонн. У 1972 році стали до ладу два силосні корпуси ємністю 28 тисяч тонн. Після цього загальна ємність елеватора збільшилась до 69 тисяч тонн. Висота робочої башти становить 63 м, силосний корпус складається з 144 циліндричних силосів діаметром 4 м і зашивки — 22 м, а також 119 силосів-зірочок. Головне завдання елеватора: здійснення експортно—імпортних операцій із зерновими та олійними культурами. Його виробничі потужності становлять: приймання залізничного транспорту — 4,0 тис. тонн/добу, відвантаження на залізничний транспорт — 3,0 тис. тонн на добу, навантаження суден (в середньому) — 6,0 тис. тонн/добу.[джерело?]

Одеська область
- ДП ДАК «Хліб України» «Одеський комбінат хлібопродуктів»[джерело?]
- ДП ДАК «Хліб України» «Одеський портовий елеватор».[джерело?]

Полтавська область
- Полтавське обласне ДП ДАК «Хліб України»[джерело?]
- ДП ДАК «Хліб України» «Гребінківський елеватор»[джерело?]
Сьогодні Дочірнє підприємство ДАК «Хліб України» «Гребінківський елеватор» — це цілком сучасне підприємство загальною місткістю 83,7 тис. тонн, у тому числі елеваторної — 71,5 тис. тонн. Технічні можливості елеватора — споруди призначеної для довготривалого зберігання зерна — здатний прийняти за добу з залізничного транспорту 450 тонн, а з автотранспорту — 3600 тонн зерна та відвантажити його на залізничний транспорт у кількості 1390 тонн.[джерело?]
- ДП ДАК «Хліб України» «Кременчуцький комбінат хлібопродуктів»[джерело?]
- ДП ДАК «Хліб України» «Лубенський насіннєобробний завод»[джерело?]
У 1938 році з'явилося підприємство, що з роками стало провідним в галузі хлібопродуктів України. Після реконструкції насіннєобробного цеху (1983—1985 рр.) його продуктивність зросла до 20 тис. тонн насіння за сезон. У 80-90-ті роки завод славився виробництвом каліброваної кукурудзи, яка експортувалася до Німеччини. Це давало значні прибутки підприємству. Нині завод надає послуги з приймання, сушіння, очистки, зберігання та відвантаження зерна, здійснює калібровку гібридної кукурудзи з затарюванням у крафтмішки, доводить насіння інших зернових культур до посівних кондицій, займається комерційною діяльністю з реалізації зерна. Загальна ємність зернових приміщень становить 66,7 тис. тонн.[джерело?]
- ДП ДАК «Хліб України» «Пирятинський комбінат хлібопродуктів»[джерело?]
З-поміж підприємств переробної промисловості Пирятина одним із найбільших є комбінат хлібопродуктів. Його далекий попередник — млин обойного помелу зерна потужністю 18 тонн збіжжя за добу, побудований братами Малясами у 1866—1868 рр. Згодом (1881—1888 рр.) брати Дунаєвські і Голінський звели поруч млин сортового помелу. 1925 р. обидва млини було націоналізовано.[джерело?]

Першим директором млина сортового помелу став Блюмкін, обойного — Бєлуш. Невдовзі обидва підприємства об'єднали у млин 6/7, із 1939 р. — держмлин 6/7. Під час фашистської окупації млини було зруйновано. Млин № 7 відбудували наприкінці 1944 р., млин № б — 1974 р. Самовіддано працювали на відбудові підприємства П. С. Кацалап, М. І. Щепанський, М. М. Павелко, А. А. Рахмаїл, А. А. Батрак, Т. П. Харченко, Д. І. Шевченко, інженер П. П. Зубов та багато інших мельників.[джерело?]
Паралельно існував пирятинський пункт «Заготзерно», до складу якого 1947 р. увійшов пункт Держстрахфонду, невдовзі — сінопункт. 1959 р. пункт «Заготзерно» і Грабарівський хлібоприймальний пункт підпорядкували держмлину 6/7, потім приєднали млин № 25 (колишній Левечки), зведений 1910 р. Свого часу його очолювали Клок, Білашов, Баглик, І. П. Чоха, І. Я. Миронов, І. С. Проценко, В. О. Сичов. Після об'єднання з комбінатом хлібопродуктів організація називалась укруппункт «Заготзерно», потім — реалбаза «Заготзерно», реалбаза хлібопродуктів, яка разом із млином об'єдналась у Пирятинський млинкомбінат, із 1962 р. — комбінат хлібопродуктів. На розширених потужностях перероблялось до 200 тонн зерна за добу, у крупоцеху — до 130 тонн. Працювали їдальня, клуб, бібліотека, медпункт, сауна. Майже півсторіччя на підприємстві трудився Панас Григорович Черниш, який брав участь у будівництві млина Дунаєвських. Споруджував його також Т. І. Чередніченко, котрий потім працював вибійником. Тут же трудились його сини Антон і Петро, опісля — онука Г. Т. Жижела, її донька М. Д. Громадська зі своїм чоловіком С. Т. Громадським та їхня донька Валентина Міхненко. До революції у млині працювала сім'я Артема Зайченка — сини Матвій, Іван і Олексій та дочка Катерина. До 1917 р. трудився Семен Кікто. Восьмеро його синів і доньок, їхні діти і онуки теж стали борошномелами. Вже понад 20 осіб із родини Кікто пішли на пенсію, нині працює п'яте покоління. На зміну батькам прийшла молода зміна з трудових династій Тютюнників, Упирів, Шишкіних, Кривобоків, Лавріненків, Нікітиних, Кірікеєвих, Зайченків, Шевченків, Бойків та інших. Нині борошномели трудяться на дочірньому підприємстві Державної акціонерної компанії «Хліб України» «Пирятинський комбінат хлібопродуктів».[джерело?]
- ДП ДАК «Хліб України» «Кобеляцький комбінат хлібопродуктів»[джерело?]
- ДП ДАК «Хліб України» «Миргородський комбінат хлібопродуктів»[джерело?]
- ДП ДАК «Хліб України» «Хлібна база № 81»[джерело?]
«Хлібна база № 81» було створене в 1936 році. Останнім часом підприємство окрім надання послуг з приймання, зберігання та відвантаження збіжжя, ще й налагоджує надійні партнерські стосунки з фермерськими господарствами регіону щодо надання їм гарантій на експлуатацію складських приміщень у затребуваних обсягах згідно з умовами, визначеними договорами про співпрацю.[джерело?]

Рівненська область
- ДП ДАК «Хліб України» «Дубенський комбінат хлібопродуктів»[джерело?]
Комбінат був заснований у 1944 році. Інфраструктура становила лише 2 склади. З 1944 до 1960 року було збудовано 12 складів для зберігання хлібопродуктів. У 1973 році встановлено 12 металевих бункерів силосного типу для безтарного зберігання комбікормів, вивантаження їх із вагонів і завантаження на автотранспорт. Місткість кожного бункера - 40 тонн. У 1980—1985 роках підприємство збудувало для своїх потреб матеріальний склад, столярний цех. У 1975 встановлена зерносушарка ДСП-32. Механізація повністю змінила тяжку ручну працю, було встановлено 6 приймальних стаціонарних пристроїв для приймання та розвантаження зерна, з'явилися 4 механізовані точки для завантаження вагонів, 3  -автомобілі. У 90-х роках будують зернові ємності, млин, макаронний цех, ковбасний цех тощо.[джерело?]
- ДП ДАК «Хліб України» «Бокіймівський комбінат хлібопродуктів»[джерело?]

Сумська область
- ДП ДАК «Хліб України» «Буринський елеватор»[джерело?]
Із кожним роком міцніє і нарощує потужності матеріально-технічна база елеватора, який входить до числа сучасних потужних підприємств, що здатне вмістити 105 тис. тонн збіжжя. Це багатогалузеве елеваторне господарство приймає зерно з Буринського, Путивльського районів, а також з окремих господарств Конотопського, Білопольського, Глухівського та Недригайлівського районів. Активно користуються послугами елеватора й фермерські господарства. До того ж підприємство має можливість працювати практично з будь-яким видом зернових та олійних культур (ріпак, соняшник). Неабияка увага приділяється пивоварному ячменю — доволі вибагливій культурі, що потребує особливої технології зберігання.[джерело?]
- ДП ДАК «Хліб України» «Кролевецький комбінат хлібопродуктів»[джерело?]
Кролевецький комбінат хлібопродуктів уведено в експлуатацію у 1987 році. До складу підприємства входить комплекс виробничих споруд зі зберігання зерна, виробництва борошна, комбікормів, макаронів. Види діяльності підприємства: виробництво та реалізація борошна пшеничного сортового, макаронних виробів, комбікорму для всіх видів та вікових груп птиці, свиней, ВРХ та риби; закупівля продовольчого та фуражного зерна, білкових та мінеральних компонентів, преміксів. Елеватор загальною місткістю 54 тис. тонн має можливість приймати зерно з автомобільного та залізничного транспорту. Млинзавод продуктивністю переробки зерна до 500 тонн на добу працює за швейцарською технологією фірми BUHLER A.G. на 75 % хлібопекарському помелі. Його потужність становить 114,5 тис. тонн борошна на рік зі встановленим виходом: вищого сорту — 45 %, першого — 15 %, другого — 15 %. Млинзавод працює в автономному режимі. Потужність комбікормового заводу становить 250 т/добу (76 тис. т/рік) розсипних комбікормів, у тому числі 66 тис. т/рік — гранульованих. До складу підприємства входить цех із виготовлення макаронних виробів.[джерело?]
- ДП ДАК «Хліб України» «Роменський комбінат хлібопродуктів»[джерело?]
Роменський комбінат хлібопродуктів займається як промисловою так і заготівельною діяльністю. Переробка пшениці на борошно вищого, першого і другого ґатунків із виходами відповідно 30 %, 30 %, 15 %. Продуктивність млина 150 тонн за добу. У заготівельній діяльності: підробка, сушка, зберігання прийнятого від товаровиробників зерна в державні і регіональні ресурси, заготовка, підробка і відпуск насіння. Крім цього є допоміжні виробництва: міні-хлібзавод, міні-макаронний цех з виробництва соняшникової олії, кілька торгових точок. У 1991—1993 роках переобладнано млин з установкою обладнання фірми «Бюлер» Швейцарія. Продукція комбінату — високоякісне борошно, смачні хлібобулочні і макаронні вироби, запашна олія — мають постійний попит не лише на Сумщині, але і в інших регіонах України: Харківській, Дніпропетровській, Київській областях та Криму. Задоволення споживачів видами продукції у наступному: високій якості, гнучких цінах, широкому асортименті, наявність продукції у торговельній мережі. Крім того, комбінат надає послуги з переробки зерна на борошно за давальницькою схемою. Нагороди: в рамках Загальнонаціонального конкурсу «Вища Проба» в 2000 році ДП ДАК «Хліб України» «Роменський комбінат хлібопродуктів» нагороджено Дипломом лауреата «За високі досягнення в галузі переробки зерна та виробництво борошна вищого ґатунку». У 2001 році від Європейської Академії Бізнесу соціальній сфері отримано міжнародний приз «Європейська якість». У 2004 році згідно з рішенням Науково—експертної ради асамблеї ділових кіл за підтримки експертів Європейської ділової асамблеї Європейського центру дослідження ринку та міністерства економіки України «Роменський комбінат хлібопродуктів» отримав міжнародну нагороду «Лаври слави».
- ДП ДАК «Хліб України» «Сумський комбінат хлібопродуктів»[джерело?]

Сумський комбінат хлібопродуктів протягом тривалого часу є одним з найпотужніших учасників українського сільськогосподарського ринку. Комбінат має 70-річний досвід роботи з переробки та зберігання зернових та олійних культур. Крім того, на підприємстві працюють над удосконаленням технологічного процесу помелу зерна. Проведена перша черга модернізації млинзаводу з розділенням технологічного процесу на дві самостійні лінії (секції), що дало змогу збільшити вихід високих сортів та покращити якість борошна. Змонтована технологічна схема житнього помелу. Застосування гнучких технологічних схем дає можливість працювати з давильцями по виходах замовника, враховуючи якість сировини. Крім того, модернізовані сушарки дозволяють просушити зерно будь-якої вологості. Насіннєва станція обладнана високотехнологічним обладнанням і дає можливість отримати високоякісне насіння. Тобто Сумський КХП здатний прийняти, підробити (очистити), просушити, зберегти та відвантажити зерно так, що воно збереже свої фізико-хімічні та біологічні показники, стане набагато кращим і конкурентоспроможним на сучасному ринку. Продукція комбінату відповідає діючим в Україні нормативно-технічним документам (ГОСТ, ДСТУ, ТУ) і сертифікована, має успіх як у споживачів Сумської області, так і споживачів Чернігівської, Полтавської і Київської областей.[джерело?]
Тернопільська область
- ДП ДАК «Хліб України» «Тернопільський комбінат хлібопродуктів»[джерело?]
У 1976 році тут розпочате будівництво першої черги комплексу — примлинського елеватора місткістю 43,3 тис. тонн, а за ним другої черги — млина потужністю переробки 300 тонн зерна пшениці на добу зі складами безтарного зберігання борошна місткістю 2,5 тис. тонн, складу зберігання борошна місткістю 1000 тонн, точок відпуску на автоборошнозавози та у залізничні вагони тощо. У 1983—1984 роках стали до ладу великовагові автопідйомники. У 1995 році було завершено реконструкцію млина. У 1996 році реконструйовано котельню (переведено на газ), газифіковано роботи сушарок ДСП-32.[джерело?]
- ДП ДАК «Хліб України» «Кременецький комбінат хлібопродуктів»[джерело?]

Харківська область
- ДП ДАК «Хліб України» «Харківський комбінат хлібопродуктів № 2»[джерело?]
- ДП ДАК «Хліб України» «Білоколодязький елеватор»[джерело?]
Загальна місткість елеватора 111,8 тис. тонн. Підприємство надає послуги з приймання, зберігання, сушіння, очищення та відвантаження зерна і насіння олійних культур. Спроможність відвантаження зернових у обсязі до 4700 тонн на добу. Доставку зернових до елеватора забезпечують господарства регіону, у їхньому числі: з Вовчанського, Великобурлуцького, Печенізького, Харківського районів. За підсумками роботи заготівельної діяльності дочірнє підприємство ДАК «Хліб України» «Білоколодязький елеватор» здобув першість серед підприємств Компанії у 2005 та 2007 роках.[джерело?]
- ДП ДАК «Хліб України» «Ізюмський комбінат хлібопродуктів»[джерело?]
Ізюмський комбінат хлібопродуктів є провідним підприємством із заготівлі та переробки зерна в Україні. Комбікормовий завод підприємства — сучасний виробничий комплекс продуктивністю 420 тонн на добу розсипних комбікормів у розсипному та гранульованому вигляді для всіх видів та вікових груп худоби, птиці, риби. Елеваторні місткості дають можливість довгострокового зберігання сировини. Зручні автомобільні та залізничні шляхи, наявність зерносушарки дозволяють удосконалювати процес приймання та зберігання зернових. Комбікормовий завод підприємства це — індивідуальний підбір складу сировини, вигідна для клієнтів система замовлень, виготовлення продукції як із сировини підприємства, так і з сировини замовника, конкурентоспроможні ціни, гнучка система знижок, сувора відповідність рецептурі, оперативне виконання замовлення. Постійне удосконалення технологічного процесу, запровадження автоматизованих систем управління дає змогу задовольняти вимоги найвибагливіших замовників та виготовляти якісну продукцію. ДП «Ізюмський КХП» отримав приз Business Initiative Dsrections International Quality Summit Awards, який символізує успіх і досягнення підприємства у пошуках покращення якості.[джерело?]
- ДП ДАК «Хліб України» «Савинський елеватор»[джерело?]
Рішення про початок будівництва Савинського елеватора місткістю 149 тис. тонн було прийнято у січні 1974 року. Сьогодні дочірнє підприємство ДАК «Хліб України» «Савинський елеватор» входить до когорти найкращих підприємств України. Останні роки підприємство плідно співпрацює з фірмою "Східноукраїнська компанія «Малтюроп» щодо зберігання ячмінного солоду та пивоварного ячменю, які використовуються під час виготовлення пива Роганським заводом ХФ ПАТ Сан ІнБев Україна. Одним із головних виробничих надбань елеватора є стабільність, що досягається злагодженою роботою колективу, а це дозволяє будувати довготривалі партнерські стосунки з клієнтами, збільшуючи й обсяг заготівель.[джерело?]
- ДП ДАК «Хліб України» «Харківське торговельно-заготівельне підприємство»[джерело?]
- ДП ДАК «Хліб України» «Сахновщинський елеватор»[джерело?]
- ДП ДАК «Хліб України» «Торговий дім „Золотий колос“»[джерело?]

Херсонська область
- ДП ДАК «Хліб України» «Братолюбовський елеватор»[джерело?]
Виробнича потужність елеватора становить — 187,7 тис. тонн. Основний вид відвантаження — залізниця. Приймання на добу з автомобільного транспорту — 2,5 тис. тонн, залізничного транспорту — 0,9 тис. тонн. Відвантаження на добу на автомобільний транспорт — 2,0 тис. тонн, залізничний транспорт — 0,7 тис. тонн.[джерело?]
- ДП ДАК «Хліб України» «Великолепетиський елеватор»[джерело?]
У 1928 році розпочалося будівництво, ємність елеватора становила 4 тис. тонн. Його друге крило на 8 тис. тонн було введено в дію у 1937 році. Загальна місткість елеватора у 1979 році становила 69 тис. тонн (у період заготівлі приймав до 5 тис. тонн зерна на добу, відвантажував понад 1500 тонн зерна). У 1990 році під час реконструкції млина його оснастили новим обладнанням із трьохґатунковим помелом, завдяки чому вдалося втричі збільшити продуктивність, довівши її до переробки 90 тонн зерна пшениці на добу. У 2000 році підприємство орендувало 3366 га, нині вже 7234 га. Великолепетиський елеватор сьогодні - це потужне сучасне багатогалузеве підприємство із замкнутим циклом виробництва, на якому працює майже 300 фахівців та простих робітників. Підприємство складається із декількох виробничих підрозділів, у числі яких: 2 мехзагони з вирощування продукції рослинництва на площі понад 7 тис. га, елеватор місткістю 40 тис. тонн, млин потужністю переробки 90 тонн на добу, машинний двір та автопарк, виробничо-технологічна лабораторія, будівельна бригада, електроцех, пожежно-сторожова охорона.[джерело?]
- ДП ДАК «Хліб України» «Голопристанський елеватор»[джерело?]
- ДП ДАК «Хліб України» «Партизанський елеватор»[джерело?]
- ДП ДАК «Хліб України» «Білокриницький комбінат хлібопродуктів»[джерело?]
У структурі комбінату — крупоцех, комбікормовий завод, елеватор, склади, допоміжне виробництво. Точки прийому зерна оснащені автомобілерозвантажувачами — 10 одиниць, у тому числі для розвантаження великовантажних автомобілів — 9 одиниць. У разі потреби очищення зерна здійснюється на зерноочисних сепараторах БСЦ-50, БСЦ-100 в елеваторі і на зерноочисній станції КЗС-20. На території комбінату є власна залізнична колія протяжністю 4,5 км, а також тепловоз ТГК-2. Для сушіння зерна та насіння олійних культур використовуються стаціонарні зерносушарки 2хДСП-32 та ДСП-50. Білокриницький комбінат хлібопродуктів — це реальні задуми злагодженої дії команди однодумців.[джерело?]
- ДП ДАК «Хліб України» «Брилівський елеватор»[джерело?]
- ДП ДАК «Хліб України» «Потаське хлібоприймальне підприємство»[джерело?]
Займає територію понад 19 га землі, має 25 механізованих зерноскладів загальною місткістю 68,5 тис. тонн, 2 матеріальні склади, 5 зерносушарок, одну здвоєну сушарку для кукурудзи, пекарню з потужністю випічки хлібобулочних виробів 500 кг за зміну кожна для виробництва гречаної, ячмінної, горохової, пшоняної, пшеничної крупи. На підприємстві діє своя кузня, столярний цех, майстерня з ремонту обладнання та з ремонту автомобілів.[джерело?]
- ДП ДАК «Хліб України» «Хлібна база № 75»[джерело?]

Хмельницька область
- ДП ДАК «Хліб України» «Богданівецький комбінат хлібопродуктів»[джерело?]
- ДП ДАК «Хліб України» «Старокостянтинівський елеватор»[джерело?]

Нині загальна місткість елеватора становить 110 тис. тонн. Його виробнича дільниця оснащена розвантажувачами тупиковими «У-15УРБ»-4 шт., «АВС-5»-1 шт. Працюють зернові сепаратори «БЦС-100». Старокостянтинівський елеватор налагодив співпрацю з найвідомішими зернотрейдерами на українському ринку зерна, а відтак приймає на зберігання та сушку: ріпак, пшеницю, ячмінь, овес, жито, кукурудзу, гречку, насіння соняшника.[джерело?]
- ДП ДАК «Хліб України» «Волочиський комбінат хлібопродуктів»[джерело?]

Черкаська область
- ДП ДАК «Хліб України» «Уманський елеватор»[джерело?]
Загальна місткість елеватора нині становить 59,4 тис. тонн. Підприємство має можливість приймати зерно в обсязі 8000 тонн на добу, просушувати — 1050 тонн на добу. Загальна ж потужність зерносушарок становить 128 планових тонн за годину. Усі зерносушарки газифіковані.[джерело?]
- ДП ДАК «Хліб України» «Тальнівський комбінат хлібопродуктів»[джерело?]
- ДП ДАК «Хліб України» «Хлібна база № 86»[джерело?]
У 1963—1964 роках став до ладу кукурудзо-калібрувальний цех потужністю 2,5 тисяч тонн за сезон, запрацювала камерна сушарка СКП-6 та молотильно-очисна башта і 5 зерноскладів. У 1970—1976 роках став до ладу комбікормовий завод потужністю 500 тонн на добу. У 1984—1999 збудовано камерну зерносушарку СКП-6, стаціонарні точки розвантаження великовагових автомашин, здійснена реконструкція залізничної колії підприємства протяжністю 3,2 км, з'явилася залізнична вагова та депо, придбаний тепловоз ЧМЕ-2, зведено зерносушарку ДСП-32. У 2000 завершено газифікацію підприємства, реконструйовано 25-тонні автомобільні ваги з заміною на 60-тонні. Збудовано точку для приймання насіння ріпаку та льону, здійснено монтаж зерносушарки ДСП-32.[джерело?]
- ДП ДАК «Хліб України» «Шполянський елеватор»[джерело?]

Розпочав своє існування ще у 1929 році, як пункт «Заготзерно» з доволі невеликими місткостями (1000 тонн). У 1960 стає до ладу кукурудзокалібрувальний цех та сушарка СКП продуктивністю 1500 тонн каліброваного насіння у сезон. У 1971 році було введено в дію новий елеватор місткістю 51,2 тисячі тонн. Наразі місткість елеватора становить: зернова — 71,9 тис. тонн, склади тарних вантажів — 6,4 тис. тонн. Сушильне господарство складається із зернових сушарок ДСП-32, СКП-6(8), К4-УСА та «Україна-50».
- ДП ДАК «Хліб України» «Потаське хлібоприймальне підприємство»[джерело?]

Сьогодні підприємство займає територію понад 19 га землі, має 25 механізованих зерноскладів загальною місткістю 68,5 тис. тонн, 2 матеріальні склади, 5 зерносушарок, одну здвоєну сушарку для кукурудзи, пекарню з потужністю випічки хлібобулочних виробів 500 кг за зміну, 2 крупорушки, своя кузня, столярний цех.[джерело?]
Чернівецька область
- ДП ДАК «Хліб України» «Чернівецький комбінат хлібопродуктів»[джерело?]

Чернігівська область
- ДП ДАК «Хліб України» «Ічнянське хлібоприймальне підприємство»
Нині підприємство працює за двома напрямками: хлібоприймальний та зернопереробний. Хлібоприймальна діяльність підприємства забезпечує приймання, обробку, сушіння, зберігання та відвантаження зерна різних культур (складська місткість становить 25,6 тис. тонн). Зернопереробка передбачає виробництво борошна всіх ґатунків. На підприємстві діє лабораторія.[джерело?]
- ДП ДАК «Хліб України» «Менське хлібоприймальне підприємство»[джерело?]

Загальна зернова місткість підприємства — 62 тис. тонн, у тому числі елеватора — 34 тисячі тонн, потужність приймання з автотранспорту — 1500 тонн на добу за наявності 6 автомобілерозвантажувачів і залізничного транспорту — 2400 т/добу. У зоні розміщення елеватора вирощують основні види зернових культур: пшениця, жито, ячмінь, овес, кукурудза, ріпак.[джерело?]
- ДП ДАК «Хліб України» «Прилуцький комбінат хлібопродуктів № 1»[джерело?]
- ДП ДАК «Хліб України» «Хлібна база № 83»[джерело?]

Підприємство було створене у 1936 році. Основним завданням було зберігання зерна державного резерву. Нині у пошуку можливостей стабілізації виробничої діяльності підприємство окрім надання послуг із приймання, зберігання та відвантаження збіжжя, ще й налагоджує надійні партнерські стосунки з фермерськими господарствами регіону щодо надання їм гарантій на експлуатацію складських приміщень у затребуваних обсягах згідно з умовами, визначеними договорами про співпрацю.[джерело?]

## Портові елеватори ДАК «Хліб України»
* ДП ДАК «Хліб України» «Миколаївський портовий елеватор»
Миколаївський портовий елеватор побудований у 1930 році. Це підприємство від початку існування стало одним із найбільших елеваторів у державі та Європі і третім у світі, справжнім еталоном вітчизняного портового елеваторного будівництва. Будували його з монолітного залізобетону. Елеватор зведений згідно з проектом професорів Шумського та Соколова за канадським типом. Ємність елеватора — 41 тисяча тонн. У 1972 році стали до ладу два силосні корпуси Ємністю 28 тисяч тонн. Після цього загальна ємність елеватора збільшилась до 69 тисяч тонн. Висота робочої башти становить 63 м, силосний корпус складається вз 144 циліндричних силосів діаметром 4 м і зашивки — 22 м, а також 119 силосів-зірочок.[джерело?]
Головне завдання елеватора: здійснення експортно—імпортних операцій із зерновими та олійними культурами. Його виробничі потужності становлять: приймання залізничного транспорту — 4,0 тис. тонн/добу, відвантаження на залізничний транспорт — 3,0 тис. тонн на добу, навантаження суден (у середньому) — 6,0 тис. тонн/добу.[джерело?]
Для забезпечення виконання зазначених операцій на елеваторі встановлено 42 норії, 32 стрічкових транспортери, 10 автоматичних ваг, 4 сепаратори. Середній річний обсяг відвантаження зерна на водний транспорт становить — 500 тис. тонн, за можливостях до 1 млн тонн.
Портовий елеватор надає послуги не лише з відвантаження зерна на експорт, але й є товаровиробником зернових та олійних культур, оскільки має 2360 га орендованих земель, які обробляють працівники цього підсобного господарства власною зернообробною і зернозбиральною технікою. Мета колективу елеватора — впевнено конкурувати на зерновому ринку, а також розширювати перелік та якість послуг під час експорту зерна. У планах колективу підприємства — переведення власного зерновиробництва на шлях інтенсивного розвитку. На балансі елеватора є база відпочинку на березі Чорного моря.[джерело?]
* ДП ДАК «Хліб України» «Одеський портовий елеватор».
Одеський портовий елеватор став до ладу 1 вересня 1962 року. За роки своєї діяльності підприємство стало одним із найбільших комплексів на чорноморському узбережжі України з перевалки зерна. Одеський портовий елеватор — споруда унікальна, тому що зведена не на палях (материкові структури розташовані на глибині 35 м), а на окремих гравійно-піщаних подушках, на яких були встановлені монолітні залізобетонні плити (під кожен об'єкт окрема плита). Тобто елеватор побудований на основі, що плаває у мулі (завтовшки 35 м). Тому вже починаючи з 1958 року, здійснюється постійне спостереження за станом споруд елеватора та заміри його просідання. Сьогодні для завантаження суден на пірсі з двома причалами встановлено сім причальних веж. Також можливий варіант відвантаження партій зерна через причал Одеського морського торгового порту. На елеваторі увесь процес прийому і відвантаження зернових механізований, управління яким здійснюється з центрального пульта. Ця автоматизована система комп'ютерного керування всіма технологічними процесами постійно удосконалюється. Завдяки вигідному географічному розташуванню і розвинутій транспортній інфраструктурі Одеський портовий елеватор займає одне з ключових місць на зерновому ринку України.[джерело?]
Одеський портовий елеватор забезпечує перевалку зернових та олійних культур, організовує закупку і продаж зернових на експорт, імпортує зернові через Одеський порт, надає митні та брокерські послуги, здійснює комплексне експедування зернових вантажів, визначає якісні характеристики зернових із застосуванням експрес—аналізу. Наразі лабораторія набула статусу незалежного експерта, який підтверджений відповідним атестатом ГАФТА — розміщує зернові у власних ємностях — реалізує гнучку цінову політику[джерело?]
Технічні характеристики елеватора : — ємність елеватора — 100 000 тонн — розвантаження та завантаження залізничних вагонів до 100 вагонів на добу — приймання з автотранспорту до 80 автомашин на добу (вантажопідіймальністю до 40 тонн і довжиною до 1,7 м) — відвантаження на судна до 15 000 на добу.[джерело?]
За досягнення стабільних фінансово-економічних показників, зменшення дебіторської та кредиторської заборгованості, виконання завдання з експортних операцій колектив Одеського портового елеватора нагороджений Дипломом ДАК «Хліб України» за 1 місце в номінації «Найкращий портовий елеватор — 2005 року», Дипломом «Еталон якості — 2006 року». А за постійне вдосконалення та модернізацію технології перевалки нових видів дрібно-насіннєвих зернових культур, освоєння контейнерної перевалки та запровадження експериментальних авторозвантажувачів підприємство нагороджено грамотою Міжнародної спеціалізованої виставки — конференції «Україна зернова — 2007 р.». Одеський портовий елеватор — лауреат національного конкурсу «Вища проба»[джерело?]